# Medicosma leratii
Medicosma leratii är en vinruteväxtart som först beskrevs av André Guillaumin, och fick sitt nu gällande namn av Thomas Gordon Hartley. Medicosma leratii ingår i släktet Medicosma och familjen vinruteväxter. Inga underarter finns listade i Catalogue of Life.